# El viatge fantàstic de Simbad
El viatge fantàstic de Simbad (títol original en anglès: The Golden Voyage of Sinbad) és una pel·lícula britànico-estatunidenca dirigida per Gordon Hessler i estrenada el 1973. Ha estat doblada al català.

## Argument
Simbad i la seva tripulació intercepten un homunculus que porta un mapa d'or. Koura, creador de l'homunculus i adepte a la màgia, vol recuperar el mapa i es llança a la persecució de Simbad. Entretant, Simbad s'ha trobat amb el Visir que té l'altra part de la targeta d'or modulable, i junts decideixen organitzar una expedició a través els mars, per tal de resoldre l'enigma del mapa. Són acompanyats d'una esclava que té un ull tatuat a la palma d'una mà. Durant el seu periple, es creuen amb animals estranys, tempestes, i el seu camí és sembrat de trampes deixades per Koura.

## Repartiment
| Intèrpret        | Personatge                                    | Veu en català    |
| ---------------- | --------------------------------------------- | ---------------- |
| John Phillip Law | Simbad                                        | Joan Zanni       |
| Caroline Munro   | Margiana                                      | Pilar Rubiella   |
| Tom Baker        | Koura, el màgic                               | Enric Arquimbau  |
| Douglas Wilmer   | el Visir                                      | Fèlix Benito     |
| Martin Shaw      | Rachid                                        | Pep Madern       |
| Grégoire Aslan   | Hakim                                         | Alfred Lucchetti |
| Kurt Christian   | Haroun                                        | Marc Zanni       |
| Takis Emmanuel   | Ahmed                                         | Jordi Vila       |
| John D. Garfield | Abdul                                         | Toni Moreno      |
| Aldo Sambrell    | Omar                                          | Ferran Llavina   |
| Robert Shaw      | Oracle del Saber Suprem (No surt als crèdits) | desconeguda      |